# معبد المياه (سبيبة)
معبد المياه بالقصرين  هو معلم أثري تونسي مصنف من قبل المعهد الوطني للتراث يقع في ولاية القصرين في الجنوب الغربي التونسي، تحديدا في مدينة سبيبة تم تصنيف المعلم في يوم 26 جانفي 1893.